# Kinga Achruk
Kinga Achruk (tidligere Byzdra) (18. januar 1989) er en polsk håndboldspiller som spiller i MKS Lublin og Polens kvindehåndboldlandshold. 
Hun deltog under EM 2014 i Ungarn/Kroatien.